# Nárach
Nárach (bielorruso: На́рач) o Nároch (ruso: На́рочь) es una localidad de Bielorrusia, perteneciente al distrito de Miádzel de la provincia de Minsk. En su autogobierno local, posee un estatus administrativo único en el país, definido como "asentamiento de balneario" (kurortny pasiólak), similar al de un asentamiento de tipo urbano pero con particularidades derivadas de su finalidad orientada al turismo.
En 2023, el asentamiento tenía una población de 3914 habitantes. No debe confundirse con el consejo rural homónimo, cuya capital es otra localidad cercana con el mismo topónimo.
Se ubica en la esquina noroccidental del lago Nárach, unos 20 km al oeste de la capital distrital Miádzel, en el centro del parque nacional Narachanski.

## Historia
Fue fundado en 1964 por la RSS de Bielorrusia al instalar aquí un conjunto de instalaciones turísticas, planificadas en el lugar que hasta entonces ocupaban tres pequeños pueblos de pescadores llamados "Kupa", "Urliki" y "Stepenevo". Su importancia se debe a que en la Segunda República Polaca el lago Nárach era el más grande de dicho país, lo que motivó una gran afluencia de turistas polacos.